# 23728 Джейсонморроу
23728 Джейсонморроу (23728 Jasonmorrow) — астероїд головного поясу, відкритий 21 квітня 1998 року.
Тіссеранів параметр щодо Юпітера — 3,489.